# Сирет (река)
Река Сирет (рум. Raul Siret, укр. Сірет, Серет, лат. Hierasus) је река у југозападној Украјини и североисточној Румунији. Извор Сирета је у Карпатима у северној Буковини (Украјина), док река већим делом тече на југоисток кроз румунску регију Молдавија. У Дунав се улива код града Галац. Река Сирет је дуга 706 km (596 у Румунији), а површина слива јој је 42.830 km².